# Milano-Sanremo 1973
La Milano-Sanremo 1973, sessantaquattresima edizione della corsa, fu disputata il 19 marzo 1973, su un percorso di 288 km. Fu vinta dal belga Roger De Vlaeminck, giunto al traguardo con il tempo di 6h53'34" alla media di 41,783 km/h, precedendo gli italiani Wilmo Francioni e Felice Gimondi.
Presero il via da Milano 188 ciclisti, 137 di essi portarono a termine la gara.

## Ordine d'arrivo (Top 10)
| Pos. | Corridore          | Squadra     | Tempo    |
| ---- | ------------------ | ----------- | -------- |
| 1    | Roger De Vlaeminck | Brooklyn    | 6h53'34" |
| 2    | Wilmo Francioni    | G.B.C.      | a 2"     |
| 3    | Felice Gimondi     | Bianchi     | a 4"     |
| 4    | Rik Van Linden     | Rokado      | a 6"     |
| 5    | Patrick Sercu      | Brooklyn    | s.t.     |
| 6    | Frans Verbeeck     | Watney-Maes | s.t.     |
| 7    | Aldo Parecchini    | Molteni     | s.t.     |
| 8    | Franco Ongarato    | Dreherforte | s.t.     |
| 9    | Cyrille Guimard    | Gan-Mercier | s.t.     |
| 10   | Walter Godefroot   | Flandria    | s.t.     |